# Jerry Mofokeng
Jerry Mofokeng (17 de abril de 1956) es un actor sudafricano de cine, televisión y teatro, reconocido por participar en películas como Cry, The Beloved Country, Lord of War, Max and Mona, Mandela and de Klerk y la ganadora del Premio Óscar, Tsotsi.

## Biografía
Mofokeng estudió teatro en la Universidad del Witwatersrand y más adelante obtuvo una maestría en dirección de escena en la Universidad de Columbia en los Estados Unidos. Durante su carrera ha conseguido galardones y nominaciones en los South African Film and Television Awards.
En 2019 le fue diagnosticado cáncer de próstata, por lo que debió someterse a cinco semanas de terapia de radiación. Un año después declaró en el medio Sowetan Live que su enfermedad se encontraba en proceso de remisión.

## Filmografía destacada

### Cine
| Año  | Título                   | Papel         |
| ---- | ------------------------ | ------------- |
| 1995 | Cry, the Beloved Country | Hlabeni       |
| 2001 | Mr. Bones                | Médico        |
| 2004 | Max and Mona             | Norman Mogudi |
| 2005 | Tsotsi                   | Morris        |
| 2005 | Lord of War              | Ernest        |
| 2005 | Mama Jack                | Stanley       |
| 2012 | Safe House               | Hombre        |
| 2013 | The Forgotten Kingdom    | Katleho       |

Fuente: